# Zérusosztó
Az absztrakt algebrában egy zéruselemes grupoid valamely nemnulla {\displaystyle a} elemét bal oldali zérusosztónak nevezzük, ha van az adott struktúrának olyan nemnulla {\displaystyle b} eleme, hogy {\displaystyle ab=0} teljesül.
Hasonlóan, egy zéruselemes grupoid valamely nemnulla {\displaystyle b} elemét jobb oldali zérusosztónak nevezzük, ha van az adott struktúrának olyan nemnulla {\displaystyle a} eleme, hogy {\displaystyle ab=0} teljesül.
Azt mondjuk, hogy az {\displaystyle (A,\cdot )} grupoid nemnulla {\displaystyle a\in A} eleme zérusosztó (vagy más néven nullosztó), ha egyidejűleg bal oldali zérusosztó és jobb oldali zérusosztó, azaz valamely nemnulla {\displaystyle b,c\in A} elemekre {\displaystyle b\cdot a=0} és {\displaystyle a\cdot c=0} teljesül.
Kommutatív struktúrákban a bal oldali zérusosztók és a jobb oldali zérusosztók megegyeznek, azaz minden bal oldali zérusosztó zérusosztó.
Az {\displaystyle (A,\cdot )} grupoid zérusosztómentes (nullosztómentes), ha nincs zérusosztója, azaz ha {\displaystyle a,b\neq 0}, akkor {\displaystyle ab\neq 0}.

## Példák
- Az egész számok {\displaystyle \mathbb {Z} } gyűrűjében nincsenek zérusosztók, azaz zérusosztómentes, de a {\displaystyle \mathbb {Z} ^{2}} gyűrűben (ahol az összeadást és a szorzást komponensenként végrehajtott összeadásként, illetve szorzásként definiáljuk) a (0,1) × (1,0) = (0,0), tehát (0,1) és (1,0) zérusosztók.
- A 2x2-es mátrixok gyűrűjében az

{\displaystyle {\begin{pmatrix}1&1\\2&2\end{pmatrix}}}
elem zérusosztó, mert
{\displaystyle {\begin{pmatrix}1&1\\2&2\end{pmatrix}}\cdot {\begin{pmatrix}1&1\\-1&-1\end{pmatrix}}={\begin{pmatrix}-2&1\\-2&1\end{pmatrix}}\cdot {\begin{pmatrix}1&1\\2&2\end{pmatrix}}={\begin{pmatrix}0&0\\0&0\end{pmatrix}}}
illetve
{\displaystyle {\begin{bmatrix}0&1\\0&0\end{bmatrix}}{\begin{bmatrix}1&0\\0&0\end{bmatrix}}={\begin{bmatrix}0&0\\0&0\end{bmatrix}}}
A {\displaystyle \mathbb {Z} _{6}} gyűrűben 2·3 = 0.
- Viszont általában minden ferdetest mentes a zérusosztóktól.

## Tulajdonságok
A bal oldali zérusosztóknak és a jobb oldali zérusosztóknak sohasem létezik az inverze, mert ha
a elem inverze létezik és ab = 0, akkor 0 = a‒10 = a‒1ab = b.
Gyűrűkben minden az egységelemtől különböző nemnulla idempotens elem zérusosztó, mivel
a2 = a következménye, hogy a(a ‒ 1) = (a ‒ 1)a = 0 is teljesül. A gyűrűk nemzérus nilpotens elemei szintén zérusosztók.
A zérusosztóknak fontos szerepe van az egyenletek megoldhatóságában: ab=ac-ból akkor következik b=c, ha a nem (bal oldali) nullosztó.
A zérusosztómentes gyűrűkben minden elem additív rendje megegyezik, ezt a közös rendet a gyűrű karakterisztikájának hívjuk. Az egységelemes, kommutatív, zérusosztómentes gyűrűket integritástartományoknak nevezzük.